# Leia Organa
Leia Organa este un personaj fictiv din universul Războiul stelelor interpretat de Carrie Fisher și Ingvild Deila
Leia si-a intalnit pentru prima data fratele geaman Luke Skywalker cand a venit in ajutorul ei si a recrutat-o de le Steaua Mortii.
Leia este indragostita de Han Solo din episode 5 The Empire Strikes Back.

## Biografie
Leia Organa este fiica lui Padmé Amidala și a lui Anakin Skywalker, dar a fost crescută pe planeta Alderaan de Bail Organa. Ea s-a născut pe Polis Massa și are un frate geamăn pe nume Luke Skywalker. S-a născut în anul 19 ÎBY.

## Apariții
Ea apare în toată trilogia veche și apare, ca bebeluș la sfârșitul episodului III: Răzbunarea Sith și în Rogue One: O poveste Star Wars .